# Steve Kagen
Steve Kagen, född 12 december 1949 i Appleton, Wisconsin, är en amerikansk demokratisk politiker. Han representerade Wisconsins åttonde distrikt i USA:s representanthus 2007–2011.
Kagen avlade 1976 läkarexamen vid University of Wisconsin–Madison. Efter trettio års yrkesverksamma liv som läkare bestämde sig Kagen för att kandidera i mellanårsvalet i USA 2006. Kongressledamot Mark Andrew Green kandiderade till guvernör men förlorade mot ämbetsinnehavaren Jim Doyle.  Republikanernas kandidat i kongressvalet var John Gard, talmannen i Wisconsin State Assembly, underhuset i delstatens lagstiftande församling. Kagen vann valet med 51% av rösterna mot 49% för Gard. Kagen besegrade Gard på nytt i kongressvalet 2008.
Fadern Marv Kagen, också en läkare, kandiderade 1966 utan framgång till USA:s representanthus.